# Michael Marsh
Michael („Mike“) Lawrence Marsh (* 4. srpna 1967 Los Angeles, Kalifornie) je bývalý americký atlet, běžec na sprinterských tratích.
Na Letních olympijských hrách 1992 v Barceloně zvítězil v běhu na 200 metrů a štafetě 4×100 metrů (v tehdejším světovém rekordu 37,40 s). O čtyři roky později pak získal stříbro v této štafetě také na dalších Letních olympijských hrách 1996 v Atlantě, kde mj. rovněž postoupil do finále běhu na 100 metrů, kde obsadil časem 10,00 s páté místo.
V roce 1993 se probojoval na MS v atletice ve Stuttgartu do finále běhu na 200 metrů, kde doběhl v čase 20,18 s na 4. místě. Na Mistrovství světa v atletice 1995 v Göteborgu skončil na stometrové trati na 5. místě.

## Osobní rekordy
- 60 m 6,55 s (1997)
- 100 m 9,93 s (1992)
- 200 m 19,73 s (1992)
- 4 x 100 m 37,40 s (bývalý SR, 1992)
- 4 x 200 m 1:18,68 min (SR, 1994)